# Piscinas municipais de Mirandela
As piscinas municipais de Mirandela são um edifício desportivo em Mirandela, Trás-os-Montes, Portugal. Foram inauguradas em 2005 pelo então Ministro ministro das Cidades, Administração Local, Habitação e Desenvolvimento Regional Dr. José Luís Arnaut. Foram projectadas pelo arquitecto português Filipe Oliveira Dias no ano de 2003.

## Características arquitectónicas
O edifício foi construído de raiz como equipamento desportivo municipal. Destinado a um desenvolvimento sustentado de apoio ao desporto, à escolaridade e ao lazer. A sua implantação observou a orientação solar tendo em conta as relevantes condições de optimização energética. As linhas rectas do exterior do edifício e a composição dos espaços no seu interior permitem uma distribuição funcional das várias áreas e facilitam a circulação dos utilizadores. As Piscinas possuem características a salientar, tais como:
1. Tipologia bivolumétrica. Volumetricamente, o edifício destaca-se pelo articular de dois volumes distintos. O primeiro alberga as piscinas e, como tal, assume a função principal, cuja forma se define quer pelas dimensões requeridas quer pela imagem singular que se obtém pela expressividade adquirida. O segundo caracteriza-se por um monólito que encerra todas as funções de apoio, distribuídas de forma optimizada, permitindo circulações e distribuições claras e directas.
2. Distribuição optimizada. No edifício distinguem-se quatro áreas de utilização que se estendem pelo hall de entrada. A primeira é destinada à assistência e acompanhantes e articula-se independentemente de todas as restantes funções, ainda que relacionada visualmente com o tanque de aprendizagem e sequencialmente com a piscina. A segunda área de utilização reúne os vestiários, sanitários e chuveiros. Existem dois balneários e dois vestiários cada (masculino e feminino), com 10 chuveiros e 106 cacifos. Os balneários contam com uma área de 6m por 5m e são exactamente iguais, utilizando rigorosos critérios funcionais. Todos os balneários e vestiários foram concebidos de forma a respeitar os requisitos de segurança e qualidade sanitária, sem barreiras arquitectónicas para permitirem a utilização de portadores de deficiência física. A terceira área destina-se aos formadores, socorristas e técnicos. A sala de monitores localiza-se neste sector de serviços, com ligação directa à nave, permitindo o controlo visual de toda a zona de piscinas. Está também equipada com um sistema de videovigilância que permite aceder a qualquer local do complexo. A sala de prestação de primeiros socorros das piscinas está localizada na charneira dos balneários, adjacente às instalações do monitores. A quarta área, a das piscinas, é uma área destinada ao lazer e ao desporto. Na grande nave, de um lado, estende-se a zona de banhos. Do outro, grandes fachadas envidraçadas permitem tirar partido da zona verde envolvente do edifício e da luz solar.
3. Estrutura biarticulada. A estrutura construtiva das piscinas é mista de madeira laminada e betão, tipo arco biarticulado, para vencer um vão de 57 metros sem pilares intermédios. A laminação de madeira consiste basicamente na sobreposição por colagem, de tábuas aplainadas com a mesma espessura e largura e comprimentos variados, comprimento esse obtido por união topo a topo com junta digital de entalhes múltiplos também colada. A disposição das lâminas realiza-se sempre de forma a que as fibras se disponham paralelamente e, conforme o molde de prensagem seja recto ou curvo assim se podem obter vigas rectas ou arcos. Pelo facto de a fabricação das peças finais ser o resultado da junção aleatória de múltiplas tábuas individuais o resultado final é um produto mais homogéneo e resistente que a madeira maciça. Uma outra característica interessante é que, contrariamente ao senso comum, uma estrutura de madeira correctamente dimensionada apresenta uma segurança em caso de incêndio incomparavelmente superior à mesma estrutura executada em betão ou aço, uma vez que a madeira, embora combustível, tem uma velocidade de combustão perfeitamente determinada e lenta, e não sofre perdas sensíveis das suas características mecânicas sob a acção da temperatura. Inversamente, quer o betão, quer o aço, sob a acção de elevadas temperaturas sofrem enormes dilatações que originam rapidamente a ruína da estrutura.
4. Duas piscinas. O complexo de Mirandela é constituído por duas piscinas de água aquecida: o tanque principal, com 25m por 12,5m, apresenta uma profundidade de 2m e tem 6 pistas e o tanque de aprendizagem, com 12,5m por 6m, conta com uma profundidade de 1,30m. Esta zona tem ainda como valência de apoio um armazém para guardar o material usado na escola de natação e do pessoal de limpeza e manutenção, com ligação directa à zona de cais.
5. Investigação. A investigação e o estudo que precederam o projecto demorou seis meses. Foram feitas visitas a piscinas de Lazer e competição, em Espanha, em França, e em Portugal.
6. Acústica. A optimização das condições acústicas na nave, nomeadamente o controlo da reverberação e da inteligibilidade, é conseguida através da geometria do tecto.

## Artigos relacionados
- Arquitectura contemporânea
- Design